# Scraptia punctatissima
Scraptia punctatissima es una especie de coleóptero de la familia Scraptiidae.

## Distribución geográfica
Habita en Tasmania (Australia).